# Mateusz Klemenski
Mateusz Stefan Klemenski (ur. 20 września 1950 w Śremie) – polski rolnik, urzędnik samorządowy i menedżer, w latach 2013–2014 wicemarszałek województwa wielkopolskiego.

## Życiorys
Absolwent Wydziału Ogrodniczego Akademii Rolniczej w Poznaniu. Kształcił się też w Centrum Kształcenia Kadr Menadżerskich Agencji Rozwoju Gospodarczego oraz w zakresie prawa zamówień publicznych i zarządzania funduszami unijnymi.
Pracował jako referent w Rejonowej Spółdzielni Ogrodniczej w Środzie Wielkopolskiej, przez rok jako inspektor w Urzędzie Miasta i Gminy Mosina, a od 1976 – kierownik Zakładu Rolnego Kombinatu PGR Naratów. W latach 1978–2000 był właścicielem gospodarstwa rolno-ogrodniczego. Przez pewien czas pracował w Stanach Zjednoczonych, odbył praktyki w Fundacji 4-H Council w Lansing, a od 1985 do 1988 pozostawał menedżerem w firmie Klackles Orchards w Greenville. Od 1998 do 2007 zatrudniony w poznańskim oddziale Agencji Rynku Rolnego (m.in. na stanowisku wicedyrektora), potem do 2009 kierował departamentem rozwoju obszarów wiejskich w Urzędzie Marszałkowskim Województwa Wielkopolskiego. Następnie do 2013 był szefem spółek Skarbu Państwa z branży rolnej w Sokołowie i Żydowie (za co wyróżniono go nagrodą Gazele Biznesu).
Zaangażował się w działalność polityczną w ramach Kongresu Liberalno-Demokratycznego i Unii Wolności. Później przeszedł do Platformy Obywatelskiej, był m.in. społecznym asystentem Rafała Grupińskiego. 25 marca 2013 został członkiem zarządu województwa, odpowiedzialnym za gospodarkę i ochronę zdrowia. Zakończył pełnienie funkcji 1 grudnia 2014, w tym samym roku bez powodzenia kandydował do sejmiku wielkopolskiego. Został później wicedyrektorem oddziału Agencji Nieruchomości Rolnych w Poznaniu.